# Karl Heinz Höhne

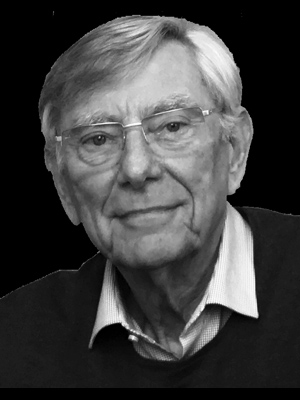
Karl Heinz Höhne 2020

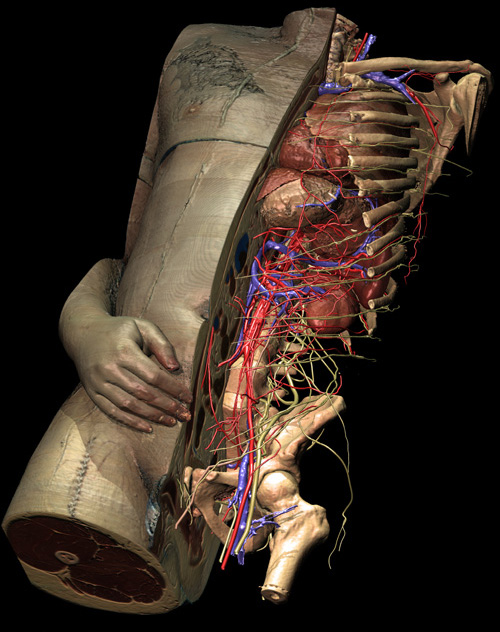
3D-Rekonstruktion eines Torsos aus Schnittbildern des Visible-Human-Projekts, 2001

Karl Heinz Höhne (* 23. Mai 1937 in Aschaffenburg) ist ein deutscher Medizininformatiker und Pionier der medizinischen Bildverarbeitung und Computergraphik.

## Leben
Nach dem Abitur 1956 am Kronberg-Gymnasium Aschaffenburg studierte Höhne Physik in Würzburg mit Diplomarbeit beim Europäischen Kernforschungszentrum CERN in Genf und erhielt das Diplom in Physik im Jahr 1963 an der Universität Würzburg. Als wissenschaftlicher Mitarbeiter beim Deutschen Elektronensynchrotron DESY in Hamburg entwickelte er zunächst computerbasierte Verfahren zur Auswertung von Funkenkammerbildern. 1967 promovierte er in Physik an der Universität Hamburg. 1970 wandte er sich noch als wissenschaftlicher Mitarbeiter bei DESY der Anwendung von Computern in der Medizin zu. Das von ihm entwickelte System zu Datenerfassung und Qualitätskontrolle in der Klinischen Chemie war die erste Computeranwendung im Universitätsklinikum Hamburg-Eppendorf. Mit der Entwicklung neuartiger Verfahren zur quantitativen Analyse von Szintigrammen und Angiogrammen wandte er sich der Bildverarbeitung in der Medizin zu. 1974 habilitierte er an der Universität Hamburg in Medizinischer Informatik. 1978 wurde er zum Professor und Direktor der neu gegründeten Abteilung für Informatik in der Medizin (dem späteren Institut für Medizinische Informatik) am Universitätsklinikum Hamburg-Eppendorf berufen.
Seine Arbeit konzentrierte sich seit dieser Zeit auf die 3D-Visualisierung realistischer Anatomie aus Bilddaten der Computertomographie (CT) und der Magnetresonanztomographie (MRT). Die von ihm und seiner Arbeitsgruppe Mitte der achtziger und Anfang der neunziger Jahre im VOXEL-MAN-Projekt entwickelten Algorithmen zur Volumenvisualisierung wurden mehrfach prämiert und stellen auch noch heute den State-of-the-Art auf diesem Gebiet dar. Die Ästhetik der so entstandenen Bilder erzeugte auch jenseits der Medizin großes Interesse. So stand 1994 das VOXEL-MAN-Projekt im Mittelpunkt der Ausstellung „Le Corps Virtuel“ im Centre Georges Pompidou in Paris. Basierend auf den von ihm mit seiner Arbeitsgruppe entwickelten Verfahren zur Verbindung von bildlichen und beschreibendem Wissen entstanden die interaktiv erkundbaren VOXEL-MAN-3D-Atlanten der Anatomie und Radiologie. Von ihm entwickelte Verfahren der haptischen Interaktion führten schließlich zur Entwicklung von computer-basierten Simulatoren für materialabtragende chirurgische Eingriffe, eine praktische Anwendung der Methoden der virtuellen Realität.
Höhne war Gastforscher beim IBM Palo Alto Scientific Center mit gleichzeitiger Gastprofessur an der University of California, San Francisco (1985, 1990), Gastprofessor an der Harvard University (1995) und an der Universität Kyoto (2003) und war Advisory Professor der Jiaotong-Universität Shanghai. 1990 lehnte er Rufe an die University of California, San Francisco und die Medizinische Hochschule Hannover ab. Er ist seit 2003 emeritiert und arbeitet weiterhin im Rahmen des VOXEL-MAN-Projekts des Universitätsklinikums Hamburg an der Entwicklung von Chirurgie-Simulatoren. Er war als Associate Editor der IEEE Transactions on Medical Imaging und Mitglied der Editorial Boards verschiedener anderer internationaler Zeitschriften tätig. Er ist Mitgründer und Fellow der International Society for Medical Image Computing and Computer Assisted Intervention (MICCAI). Die Fachgruppe Visual Computing in der Medizin der Gesellschaft für Informatik verleiht alljährlich den nach Höhne benannten Karl-Heinz-Höhne-Preis für innovative Entwicklungen auf dem Gebiet der medizinischen Visualisierung.

## Mitgliedschaften
In der katholischen Studentenverbindung K.D.St.V. Cheruscia Würzburg im CV.

## Ehrungen
- 1996: Träger der Röntgen-Plakette
- 2004: Honorary President des Internationalen Kongresses Computer Assisted Radiology and Surgery (CARS), Chicago
- 2009: Fellow der International Society for Medical Image Computing and Computer Assisted Intervention (MICCAI)
- 2020: Träger des MICCAI Enduring Impact Award[5]

## Schriften
- Digital image processing in medicine. Springer, Berlin 1981, ISBN 3-540-10877-7
- Pictorial information systems in medicine. Springer, Berlin 198,6 ISBN 3-540-13921-4
- 3D imaging in medicine. Springer, Berlin 1990, ISBN 3-540-52663-3
- Visualization in biomedical computing. Springer, Berlin 1996, ISBN 3-540-61649-7
- VOXEL-MAN Brain and Skull. Springer Electronic Media, Heidelberg 1996, ISBN 3-540-14584-2
- VOXEL-MAN 3D Navigator: Brain and Skull. Regional, Functional and Radiological Anatomy. Springer Electronic Media, Heidelberg 2001, ISBN 978-3-540-14910-1; 2. Auflage, 2009, ISBN 978-3-642-01211-2
- VOXEL-MAN 3D Navigator: Inner Organs. Regional, Systemic and Radiological Anatomy. Springer Electronic Media, Heidelberg 2003, ISBN 978-3-540-40069-1
- VOXEL-MAN 3D-Navigator: Upper Limb. Regional and Radiological Anatomy. Springer Electronic Media, Heidelberg 2008, DVD, ISBN 978-3-540-21010-8
- VOXEL-MAN 3D Navigator: Brain and Skull. Regional, Functional and Radiological Anatomy. Version 2.0. Springer-Verlag Electronic Media, Heidelberg 2009, DVD, ISBN 978-3-642-01211-2